# Rancid

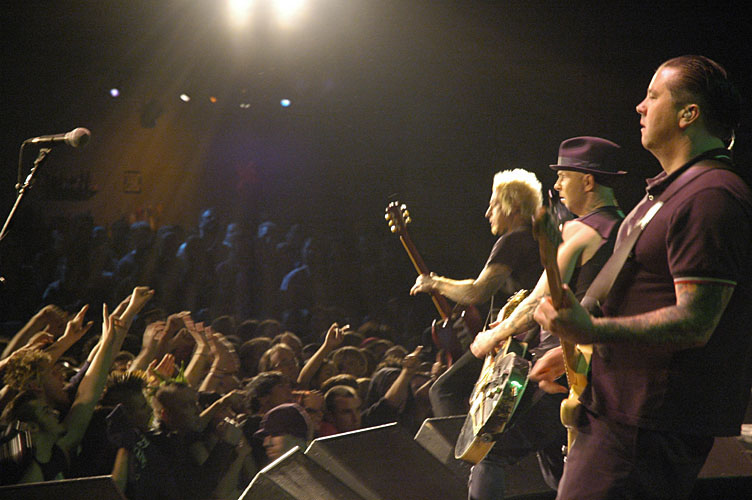
Rancid in 2006

Rancid is een Amerikaanse punkband met invloeden uit de ska. De Californische band werd opgericht in Berkeley in 1991 door Tim Armstrong en Matt Freeman. Beide artiesten spelen al sinds de jaren 80 in punkbands, waaronder Operation Ivy. Gedurende een carrière van bijna drie decennia heeft de band albums bij alleen onafhankelijke platenlabels laten uitgeven.
De band heeft tot op heden negen studioalbums, een splitalbum, twee ep's, en een verzamelalbum uitgegeven. Het meest recente studioalbum, Trouble Maker, werd uitgegeven op 9 juni 2017 via Epitaph Records.

## Geschiedenis
Armstrong en Freeman zijn sinds hun vijfde vrienden en hadden samen voorheen al in verschillende bands gespeeld, waaronder de punkband Operation Ivy. Armstrong had al enkele jaren een alcohol- en drugsprobleem, wat verergerde nadat Operation Ivy uit elkaar ging. Toen Freeman na enkele jaren het contact met Armstrong wilde verbreken om diens verslavingen besloot Armstrong af te kicken. Nadat Armstrong was afgekickt richtten ze de band Rancid op. Armstong's huisgenoot Brett Reed werd gevraagd de drums te bespelen. Als het aan Freeman had gelegen zou het bij deze formatie blijven, omdat hij alleen met vrienden van hem in de band wilde spelen.
Na de uitgave van het debuutalbum Rancid, waar Billie Joe Armstrong (van de poppunkband Green Day) aan heeft meegewerkt, zag Tim Armstrong een optreden van Lars Frederiksen met diens band. Na het optreden vroeg Armstrong aan Frederiksen bij Rancid te komen spelen mocht zijn band uit elkaar gaan. De band ging inderdaad uit elkaar en Lars Frederiksen kwam als tweede gitarist/zanger bij Rancid spelen. Dit ging echter niet zonder slag of stoot, omdat Freeman de formatie aanvankelijk op drie leden wilde houden.
Na de uitgave van het tweede studioalbum Let's Go verwierf Rancid meer bekendheid in de punkscene zelf. Na de uitgave van het derde studioalbum ...And Out Come the Wolves kreeg de band ook meer erkenning buiten de punkscene, met name door de nummers "Ruby Soho en "Time Bomb".
Op 3 november 2006 maakte de band bekend dat drummer Brett Reed de band had verlaten. Zijn vervanger werd Branden Steineckert, afkomstig uit de alternatieve-rockband The Used.

## Leden
- Tim Armstrong - zang, gitaar
- Matt Freeman - bas, zang
- Lars Frederiksen - gitaar, zang
- Branden Steineckert - drums

Oud-leden
- Brett Reed - drums

## Discografie
Studioalbums
- Rancid (1993)
- Let's Go (1994)
- ...And Out Come the Wolves (1996)
- Life Won't Wait (1998)
- Rancid (2000)
- Indestructible (2003)
- Let the Dominoes Fall (2009)
- ...Honor is All We Know (2014)
- Trouble Maker (2017)

Splitalbums
- BYO Split Series, Vol. 3 (met NOFX, 2000)
- "East Bay Night"/"England Belongs to Me" (met Cock Sparrer, 2012)

Ep's
- Rancid (1992)
- Radio Radio Radio (1993)

Verzamelalbums
- B Sides and C Sides (2007)
- Essentials Box Set (2012)
- Essentials 7" album packs (2012)